# Hebe recurva
Hebe recurva é uma planta da família Plantaginaceae, endêmica na Nova Zelândia, com semelhança arbusta, pode chegar a 60 cm de altura e coloração branca.